# Yurani Blanco
Blanco  Calbet est un nom espagnol. Le premier nom de famille, en général paternel, est Blanco ; le second, en général maternel, souvent omis, est Calbet.
Yurani Blanco Calbet , née le 3 février 1998 à Palma, est une coureuse cycliste espagnole.
Elle est inscrite à l'Union cycliste internationale sous le nom d'Iurani Blanco Calbet, c'est pourquoi elle est souvent désignée sous ce nom dans les médias.

## Biographie
Après avoir atteint le podium aux championnats nationaux de 2015 chez les juniors (moins de 19 ans), Yurani Blanco devient membre de l'équipe espagnole Sopela en 2018. Son plus grand succès avec l'équipe est de devenir championne d'Espagne du contre-la-montre espoirs (moins de 23 ans) lors de la saison 2019. Pour la saison 2020, elle rejoint l'équipe Bizkaia Durango, dans laquelle elle court très peu et ne termine que quatre courses en deux ans.
En 2022, elle décroche une nouvelle opportunité avec l'équipe continentale basque Laboral Kutxa-Fundación Euskadi. Lors du Gran Premio Ciudad de Eibar 2022, elle rentre pour la première fois dans le top 10 d'une course internationale, avec une neuvième place. Deux ans plus tard, elle remporte cette course et obtient ainsi la première victoire de sa carrière chez les professionnelles. En juin 2024, elle prend la troisième place au classement général du Tour Féminin International des Pyrénées et la deuxième place du championnat d'Espagne sur route, deux épreuves remportées par sa coéquipière Usoa Ostolaza.
Grâce à ses résultats, elle obtient un contrat avec l'équipe World Tour Human Powered Health pour la saison 2025. 

## Palmarès

### Par années
- 2015
  - 2e du championnat d'Espagne sur route juniors
- 2019
  -  Championne d'Espagne du contre-la-montre espoirs
- 2022
  - 3e du championnat d'Espagne sur route
- 2024
  - Gran Premio Ciudad de Eibar
  - 2e du championnat d'Espagne sur route
  - 3e du Tour Féminin International des Pyrénées

### Résultats sur les grands tours

#### Tour de France
1 participation
- 2024 : 85e

#### Tour d'Italie
2 participations
- 2021 : hors délais (4e étape)
- 2025 : 99e

#### Tour d'Espagne
1 participation
- 2023 : 56e

### Classements mondiaux
| Année                                 | 2019 | 2020 | 2021 | 2022 | 2023 | 2024 |
| ------------------------------------- | ---- | ---- | ---- | ---- | ---- | ---- |
| Classement UCI                        | 920e | nc   | nc   | 279e | 219e | 82e  |
| UCI World Tour                        | nc   | nc   | nc   | 229e | 220e | 111e |
|                                       |      |      |      |      |      |      |
| Légende : nc = non classéSource : UCI |      |      |      |      |      |      |